# USS Harry S. Truman (CVN-75)
«Гаррі Трумен» (англ. «USS Harry S. Truman»; CVN-75) — авіаносець ВМФ США, восьмий корабель класу «Німіц». 

## Історія створення
Закладений 29 листопада 1993 року на верфі Newport News Shipbuilding під ім'ям «Юнайтед Стейтс» (англ. USS United States), але незабаром був перейменований на честь 33-го президента США Гаррі Трумена. Спущений на воду 7 вересня 1996 року, вступив у стрій 25 липня 1998 року. На церемонії був присутній президент США Білл Клінтон.
Вартість побудови корабля склала 4,5 мільярдів доларів.
Порт приписки — Норфолк.

## Історія служби

### 2000—2010
Після вступу в стрій авіаносець увійшов до складу Атлантичного флоту США. 28 листопада 2000 року вийшов з Норфолка з авіагрупою CVW-3/CCG-2/CDS-2 у 6-місячне плавання у Середземне море та Індійський океан.
16 лютого 2001 року у рамках операції з контролю зони, забороненої для польотів, завдав ударів по РЛС, ЗРК та командних пунктах системи ППО Багдада. Повернувся у США 23 травня 2001 року.
2 грудня 2002 року «Гаррі Трумен» вирушив у другий похід через Середземне море на Близький Схід, де взяв участь у вторгненні в Ірак. Літаки з авіаносця здійснили близько 1300 бойових вильотів..
Зайшовши на зворотньому шляху в Англію, 13 лютого 2014 року авіаносець повернувся у США.

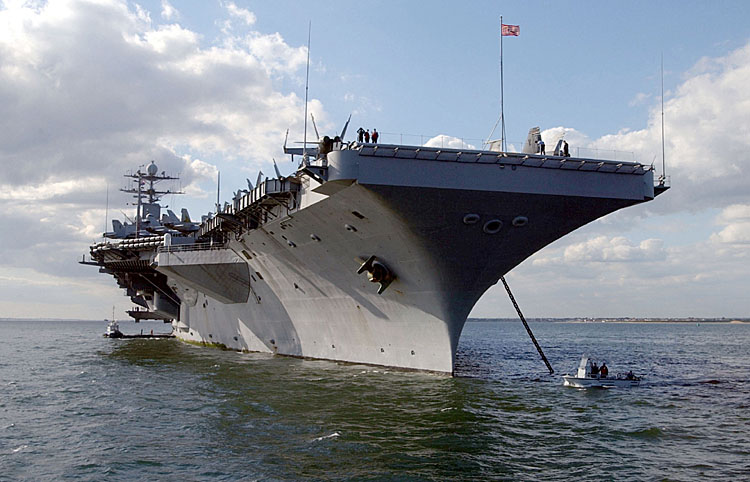
Авіаносцець «Гаррі Трумен» у Портсмуті

У 2004 році авіаносець взяв участь у ряді морських навчань (Exercise Summer Pulse, Majestic Eagle.).
У 2005 році він замінив «Джон Кеннеді» у Перській затоці.
У 2006 році корабель пройшов плановий ремонт на верфі Norfolk Naval Shipyard у Портсмуті.
15 серпня 2007 року на авіаносці зазнав аварії літак E-2 «Гокай», внаслідок якої загинули 3 члени екіпажу. Протягом грудня 2007 року — червня 2008 року «Гаррі Трумен» здійснив чергове плавання, після чого пройшов плановий 7-місячний ремонт, який тривав до середини 2009 року.
У лютому 2010 року авіаносець вирушив у черговий похід у Середземне море, Перську затоку, та повернувся у США у грудні того ж року.

### 2010—2020
У 2011 році «Гаррі Трумен» пройшов черговий плановий ремонт та модернізацію, під час якої на кораблі була встановлена нова щогла, нове озброєння та нова цифрова автоматизована система управління (англ. Automated Digital Network System (ADNS)).
У 2012 році на авіаносці була завершена модернізація енергетичної установки і влітку 2012 року авіаносець повернувся до складу флоту.
У листопаді — грудні 2012 року на авіаносці пройшли випробування бойового безпілотного літака X-47B.
У лютому 2013 року Міністерство оборони США оголосило, що у зв'язку із секвестром бюджету заплановане розгортання ударного авіаносного з'єднання у складі авіаносця «Гаррі Трумен», ракетного крейсера типу «Тікондерога» «Геттісберг» та кораблів супроводу відкладається, і таким чином, «Джон К. Стенніс» залишається єдиним авіаносцем, що діє у Перській затоці.
Влітку 2013 року «Гаррі Трумен» діяв у зоні відповідальності 5-го флоту США та надавав авіаційну підтримку сухопутним військам в рамках операції «Нескорена свобода».
В березні 2014 року «Гаррі Трумен» передав вахту у зоні відповідальності 5-го флоту США авіаносцю «Джордж Буш».
У зв'язку з посиленням присутності Росії у зоні інтересів НАТО, в жовтні-листопаді 2018 року авіаносець взяв участь у навчаннях НАТО «Трайдент джанкче» біля Норвегії. Тим самим США і їхні союзники продемонстрували можливості блоку і готовність реагувати на загрозу з боку Росії.

### 2020-
Авіаносець USS Harry S. Truman і кораблі супроводу залишили військово-морську базу Норфолк, штат Вірджинія, 1 грудня і зайшли до Середземного моря 14 грудня 2021 року.
Наприкінці грудня 2021 року через занепокоєння щодо концентрації російських військ біля України міністр оборони США Ллойд Остін наказав авіаносній ударній групі ВМС США з USS Harry S. Truman, залишитися в акваторії Середземного моря, а не рухатися на Близький Схід.
Раніше планувалося, що авіаносець піде в Перську затоку. Зміна у розкладі USS Harry S. Truman і кораблів відображає необхідність постійної присутності в Європі.
Ударна група Harry S. Truman включає п'ять американських кораблів — крейсер USS San Jacinto (CG-56) і есмінці USS Cole (DDG-67), USS Bainbridge (DDG-96), USS Gravely (DDG-107) і USS Jason Dunham (DDG-109).
Також із ними знаходиться фрегат Королівського ВМС Норвегії HNoMS Fridtjof Nansen (F310).

## У популярній культурі
У 1995 році авіаносець «Гаррі Трумен» фігурував у 8 серії аніме-серіалу Neon Genesis Evangelion. 
У 2003 році авіаносець брав участь у зйомках фільму Сльози сонця кінокомпанії Columbia Pictures.